# 花蓮氣象雷達站

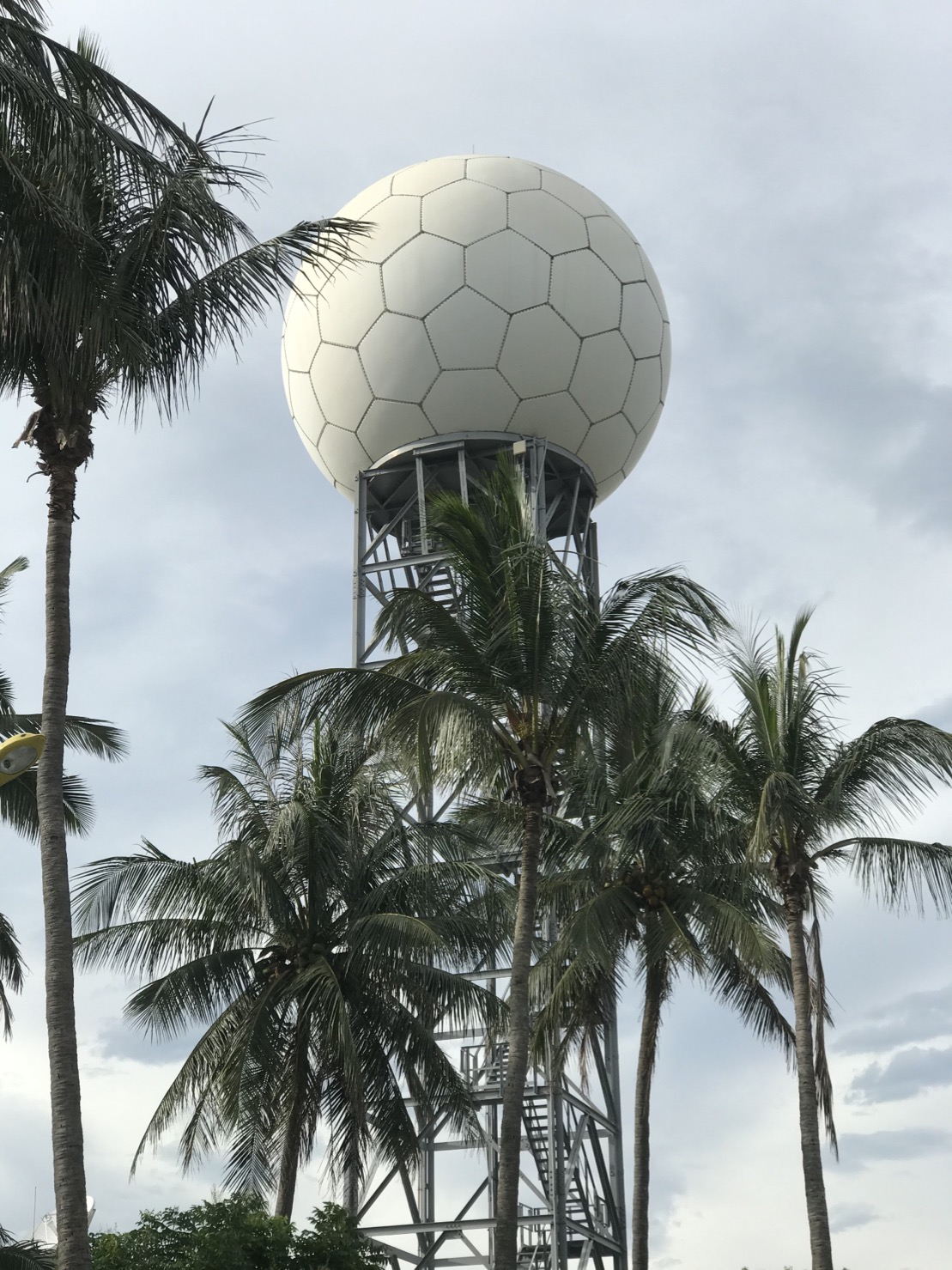
花蓮氣象雷達站第三代都卜勒雷達塔

花蓮氣象雷達站位於臺灣花蓮縣花蓮市花蓮港口近郊，為交通部中央氣象署轄下的二等氣象測報機構，也是臺灣第一座氣象雷達站。雷達代號：RCHL。

## 沿革

### 設立背景
中央氣象局於花蓮氣象雷達站設立以前，全臺各地均只有設置一般傳統的氣象觀測站，颱風觀測資料，大多透過其他鄰近國家、地區，如關島、菲律賓、香港，以及日本等取得。1963年9月上旬超級強烈颱風葛樂禮來襲，當時中央氣象局依照現有觀測站資料判斷，該颱風應不至於侵襲臺灣。
而實際上颱風路徑經過臺灣西北方海面，而形成典型的西北颱，同時又遭逢滿潮、石門水庫洩洪及暴漲溪水無法順利宣洩，造成臺灣北部極大災害；中央氣象局乃記取此次教訓後，開始研議設置氣象雷達之計畫，該計畫正式名稱為「防颱防洪示範計畫」，由美國籍 Hal Bogin 擔任專案計畫經理。

### 雷達站設立
1966年中央氣象局向聯合國發展方案項下的特別基金申請協助籌建兩座氣象雷達站，其中第一座設置於花蓮市，並且除了聯合國基金補助外，臺灣省政府同時撥款新臺幣1,320萬元成立臺灣第一座氣象雷達站，同年1月2日花蓮氣象雷達站正式啟用。
1982年1月花蓮氣象雷達站更新雷達儀，換裝美國EEC公司生產的WSR-74S傳統氣象雷達儀。除既有的觀測功能外，此次更新，新增了降水數據視頻積分處理(DVIP)功能，並可以將雷達回波先經電腦處理、紀錄後再以彩色顯示並將圖檔傳送至中央氣象局氣象預報中心。
1996年中央氣象局配合「建立臺灣地區都卜勒氣象雷達網計畫」，於1998年10月採購德國Gematronik公司生產的METEOR 1000S型調速管都卜勒氣象雷達儀，並在花蓮氣象雷達站東北側空地興建兩層樓雷達作業大樓，以及既有的WSR-74S雷達塔與辦公廳舍進行整修，於1999年3月竣工啟用。
2001年11月1日花蓮氣象雷達站第二代WSR-74S傳統氣象雷達儀正式停機，同時第三代都卜勒氣象雷達儀開始試機遙測。第三代都卜勒氣象雷達儀於2002年3月4日完成驗收，正式開始氣象觀測作業。

## 站體結構
花蓮氣象雷達站第一代雷達塔為7層樓高鋼筋混凝土建築，其塔頂雷達罩分別於1967年7月11日遭中度颱風葛萊拉及11月19日強烈颱風吉達接連摧毀；中央氣象局爾後將原七層樓雷達塔拆除，並改建為「井」字型結構的新雷達塔，同時在站內東北方新建兩層樓機房，與商借國軍TPS-1E搜索雷達於修復改建期間使用，1968年7月18日修復完成，回歸氣象雷達觀測。目前花蓮氣象雷達站保留有停用的第二代雷達塔與服役中的第三代雷達塔。

## 編制
花蓮氣象雷達站依照中央氣象署二等氣象雷達站的編制，共設置主任1人，職員10人，並區分機務與觀測2人，各席位作業方式採三班制、24小時輪班，其中機務席位共5人，觀測席位共5人，辦事員1人，工友1人。2008年配合中央氣象署編制人力調整，觀測席位整併到花蓮氣象站，僅保留機務席位，以進行日常檢修與保養工作。

## 觀測項目

### 氣象雷達觀測
定時觀測、颱風與突變天氣特定觀測。氣象雷達觀測資料研判分析事項及填報作業。氣象資料之研判分析。

### 氣象雷達維護
氣象雷達等設備操作與運轉監測檢查。測試儀器、通訊與網路設備、電源及空調設備維護。設備定期保養及緊急故障維修。雷達原始資料儲存作業。

## 外部連結
- 交通部中央氣象署花蓮氣象雷達站 （页面存档备份，存于）